# Glaribraya
Glaribraya é um género botânico pertencente à família Brassicaceae.